# ألان ويلي
ألان ويلي (بالإنجليزية: Alan Willey)‏ هو لاعب كرة قدم بريطاني، ولد في 18 أكتوبر 1956 في Houghton-le-Spring ‏ في المملكة المتحدة. لعب مع نادي غوادالاخارا ونادي ميدلزبره.